# Воронько Роман Євгенович
Роман Євгенович Воронько (1 квітня 1978 ) — український легкоатлет, спеціаліст із бігу на короткі дистанції та бар'єрного бігу. Виступав за збірну України з легкої атлетики наприкінці 1990-х років, переможець та призер першостей національного значення, колишній рекордсмен країни в естафеті 4×400 метрів, учасник літніх Олімпійських ігор у Сіднеї.

## Біографія
Роман Воронько народився 1 квітня 1978 року. Виступав у складі української національної збірної починаючи з 1997 року, зокрема цього сезону відзначився виступом на турнірі у Любляні.
У серпні 1998 року здобув перемогу на чемпіонаті України в Києві у бігу на 400 метрів із бар'єрами.
У вересні 1999 року виграв чемпіонат України у Києві у бігу на 400 метрів та естафеті 4×400 метрів з командою Дніпропетровської області. Як студент, представляв Україну на Універсіаді у Пальмі — на попередньому кваліфікаційному етапі 400-метрового бар'єрного бігу показав результат 51,07 і у фінал не вийшов.
Сезон 2000 року виявився одним з найуспішніших у його спортивній кар'єрі: у лютому на змаганнях у Львові Воронько встановив свій особистий рекорд у бігу на 400 метрів у приміщенні (49,08), тоді як у серпні на турнірі в Києві встановив особисті рекорди у бігу на 400 метрів з бар'єрами (50,18). Завдяки низці вдалих виступів удостоївся права захищати честь країни на літніх Олімпійських іграх у Сіднеї — у програмі естафети 4×400 метрів разом із співвітчизниками Олександром Кайдашем, Геннадієм Горбенком та Євгеном Зюковим у півфіналі встановив національний рекорд України.
Згодом Роман Воронько залишався чинним спортсменом аж до 2007 року, хоча значних результатів на міжнародній арені більше не показував.